# Graham Norton
Graham William Walker (sinh ngày 4 tháng 4 năm 1963), nghệ danh: Graham Norton, là một MC, phát thanh viên, diễn viên (hài) kiêm nhà văn người Ireland. Ông đã từng năm lần thắng giải BAFTA TV Award (một giải thưởng của Viện Hàn lâm Nghệ thuật Điện ảnh và Truyền hình Anh Quốc) cho talk show hài kịch The Graham Norton Show của mình.
Trong một khảo sát năm 2004 của đài BBC, Norton được đánh giá là người có tầm ảnh hưởng lớn thứ tám tới văn hóa Anh Quốc.

## Sự nghiệp

### Điện ảnh
| Năm  | Tựa đề                         | Vai diễn       | Sản xuất              |
| ---- | ------------------------------ | -------------- | --------------------- |
| 1999 | Stargay                        | Graham Solex   | Canal+                |
| 2006 | Another Gay Movie              | Mr. Puckov     | Luna Pictures         |
| 2007 | I Could Never Be Your Woman    | Taylor         | The Weinstein Company |
| 2016 | Absolutely Fabulous: The Movie | (Chính ông ấy) | BBC Films             |

## Đời tư

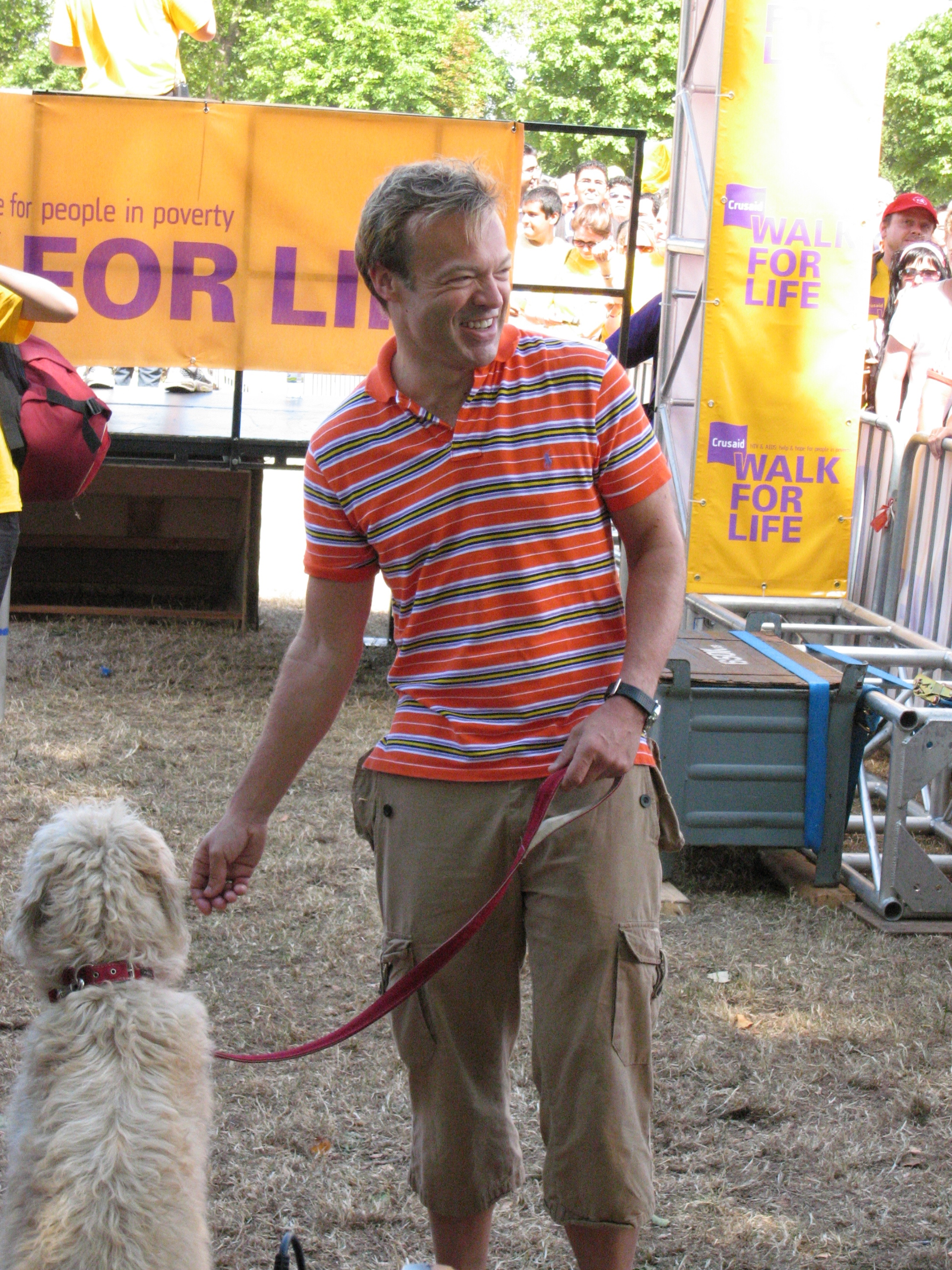
Norton vào năm 2006

Năm 1988, Norton bị một nhóm người lạ mặt tấn công trên đường phố Luân Đôn. Ông bị mất máu nặng và phải vào viện trong hơn nửa tháng. Trong một quảng cáo Giáng sinh của đài BBC năm 2013, Norton và nhóm sản xuất tình cờ quay phim ở chính nơi ông bị đánh trước đó, Norton chia sẻ ông cảm thấy có phần khó chịu.
Norton là một người đồng tính.

### Tiểu sử cá nhân
- Norton, Graham (2004). So Me. London: Hodder & Stoughton. ISBN 978-0-340-83348-3. OCLC 57577106.
- Norton, Graham; Evernden, Clym (2014). The Life and Loves of a He Devil. London: Hodder & Stoughton. ISBN 978-1-444-79026-9. OCLC 894427373.

### Thực tế
- Norton, Graham (2010). Ask Graham: He's Been Everywhere, He's Seen Everything. Now Graham Norton's Here to Solve Your Problems!. London: John Blake. ISBN 978-1-843-58501-5. OCLC 847858351.

### Hư cấu
- Norton, Graham (2016). Holding. London, England: Hodder & Stoughton. ISBN 9781444792003. OCLC 960416528.
  - Norton, Graham (2017). Holding. New York: Atria Books. ISBN 978-1-501-17328-8. OCLC 989520337. – American edition